# Nafta
 For alternative betydninger, se Nafta (flertydig). (Se også artikler, som begynder med Nafta)
Nafta (også kaldet råbenzin) er et mellemprodukt, der opstår ved olieraffinering. Nafta er den vigtigste bestanddel i fremstilling af plast. Det bliver også brugt til at fremstille autobenzin.
Oliens fordeling.
[[[Olie]] 100%]
bliver fordelt til: [Diesel og fyrings olie 70%] [Nafta 20%] [diverse 10%]

Naftas fordeling.
Nafta
bliver fordelt til: [Autobenzin 60%] [Råvare til industri 40%]
| Kemi | Spire Denne artikel om kemi er en spire som bør udbygges. Du er velkommen til at hjælpe Wikipedia ved at udvide den. |